# 铅灰裸胸鲹
铅灰裸胸鲹（学名：Caranx plumbeus）为鲹科鲹属的鱼类。分布于印度洋、太平洋热带海区，包括南海、台湾海峡等海域。